# Mash (jeu)
 (juin 2023).
 (septembre 2023).
Si vous disposez d'ouvrages ou d'articles de référence ou si vous connaissez des sites web de qualité traitant du thème abordé ici, merci de compléter l'article en donnant les références utiles à sa vérifiabilité et en les liant à la section « Notes et références ».
Pour les articles homonymes, voir MASH.
Mash ou MASH est un jeu multijoueur se jouant en dessinant sur papier au crayon, et couramment utilisé par les enfants souhaitant prédire leur avenir.
Le nom est un acronyme anglais de Mansion, Apartment, Shack/Street/Shed/Sewers/Swamp and House (en français : Manoir, Appartement, Baraque/Rue/Grange/Égouts/Marais et Maison). Des variantes supplémentaires incluent l'ajout d'une voiture potentielle, d'un futur conjoint et d'un ultime choix de carrière, parmi les nombreuses autres catégories possibles.

## Règles du jeu
1. Le jeu commence par l'un des joueurs qui écrit le titre MASH en haut d'une feuille de papier ;
2. Les deux joueurs continuent par écrire une liste de catégories comme le lieu où ils habitent, le nombre d'enfants qu'ils ont, avec qui ils se marient et quel est leur travail ;
3. Chaque joueur pense ensuite à 3 réponses pour chacune des catégories : 2 qu'ils souhaitent, et 1 qu'ils ne souhaitent pas, et les écrivent dans une colonne sous le titre de la catégorie ;
4. Le deuxième joueur commence alors à dessiner un tourbillon sur une feuille de papier séparée. Le joueur 1 dit "Stop" dès qu'il le veut après au minimum 3 secondes, et le joueur 2 s'arrête. Ce dernier trace ensuite une ligne de là où il s'est arrêté, le point final du tourbillon, jusqu'au point de départ de celui-ci. Les joueurs comptent ensuite combien de fois le tourbillon intercepte la ligne tracée :
  1. Une alternative consiste en ce que le joueur 2 fasse des points au hasard, et dès que le joueur 1 dit "Stop", le joueur 2 s'arrête et compte le nombre de points ;
5. Le joueur 1 ou le joueur 2 compte chaque élément sur la page (en commençant par le titre MASH) et raye la réponse sur laquelle il arrive. Par exemple, si quatre lignes ont été comptées dans l'étape précédente, une réponse sur quatre est rayée de la liste. Cela continue jusqu'à ce qu'il ne reste plus qu'un seul article dans chaque catégorie. Chaque lettre du titre est considérée comme une réponse et doit aussi être barrée ;
6. Les éléments restants sont considérés pour déterminer l'avenir du joueur 1 tandis que ceux barrés seront l'avenir du joueur 2.

Par exemple : Vous vivez dans un manoir avec Kenton. Vous serez photographe avec 16 enfants, 1 garçon et 15 filles. Vous habiterez à Denver.